# Мол, Гретчен
Гретчен Мол (англ. Gretchen Mol; род. 8 ноября 1972, Дип-Ривер, Коннектикут) — американская актриса.

## Биография

### Юность
Гретчен Мол родилась в городке Дип Ривер, Коннектикут Её мать работала учительницей и художницей, а отец преподавал в школе.
Во время учёбы в школе Мол была одной из самых активных участниц различных сценических постановок и мюзиклов. После окончания школы она поступила в Американскую музыкально-драматическую академию. Также актриса окончила курс театральной студии Уильямса Эспера.
После получения образования ей некоторое время пришлось поработать на низкооплачиваемых должностях в центре Angelika Film. Следующим её шагом стало несколько удачных рекламных роликов. Мол поразила многих своим оптимизмом и устойчивой жизненной позицией. Благодаря её смелым взглядам на жизнь она получала много интересной и высокооплачиваемой работы.

### Карьера
Свои первые роли Гретчен Мол сыграла в 1996 году в фильмах «Девушка № 6» и «Похороны». В 1990-х годах её можно увидеть в картинах: «Убрать Картера», «Влечение», «Навеки моя», «Сладкий и гадкий», «Колыбель будет качаться», «Тринадцатый этаж», «Знаменитость», «Отель «Новая роза»».
В 2002 году актриса снялась в телесериале «Великолепные Эмберсоны». А в 2003 году Гретчен Мол стала одной из самых ярких актрис Бродвея. В течение года она играла роль Рокси Харт в мюзикле «Чикаго».
После мюзикла «Чикаго» последовали съемки в фильме «Непристойная Бетти Пейдж». Последними работами актрисы стали роли в фильмах «Десять заповедей», «Поезд на Юму», «Жизнь как катастрофа».
Гретчен Мол часто появляется на телевидении. В октябре 2008 года на телеканале ABC стало транслироваться её собственное шоу. Она также сыграла Энни Норрис в телесериале «Жизнь на Марсе», американском ремейке британского одноимённого сериала. Сериал начал транслироваться в США 9 октября 2008 года и состоял из 17 эпизодов, закончившись 1 апреля 2009 года.

## Личная жизнь
В июне 2004 года Гретчен Мол вышла замуж за режиссёра Кипа Уильямса. В сентябре 2007 года родился их первенец, Птолими Джон Уильямс. 17 февраля 2011 года Мол родила второго ребёнка, дочь Уинтер Морган Уильямс.

## Гуманитарная работа
Помимо актёрской деятельности Гретчен Мол является членом фонда «PMD». Эта организация занимается исследованием и лечением детей, больных лейкодистрофией Пелицеуса-Мерцбахера.

## Фильмография
| Год       |     | Русское название              | Оригинальное название                     | Роль                           |
| --------- | --- | ----------------------------- | ----------------------------------------- | ------------------------------ |
| 1996      | ф   | Девушка № 6                   | Girl 6                                    | девушка № 12                   |
| 1996      | с   | Прогулка мертвеца             | Dead Man’s Walk                           | Мэгги                          |
| 1996      | ф   | Похороны                      | The Funeral                               | Хелен                          |
| 1996      | с   | Спин-Сити                     | Spin City                                 | Гвен                           |
| 1996      | тф  | После бури                    | Calm at Sunset                            | Эмили                          |
| 1997      | ф   | Донни Браско                  | Donnie Brasco                             | девушка Сонни                  |
| 1997      | ф   | Самоубийца                    | The Last Time I Committed Suicide         | Мэри Гринуэй                   |
| 1997      | тф  | Не прислоняться               | SUBWAYStories: Tales from the Underground | жена                           |
| 1997      | ф   | Гастроном                     | The Deli                                  | Мэри                           |
| 1998      | ф   | Уставший умирать              | Too Tired to Die                          | Капри                          |
| 1998      | ф   | Музыка из другой комнаты      | Music from Another Room                   | Анна                           |
| 1998      | ф   | Шулера                        | Rounders                                  | Джо                            |
| 1998      | ф   | Отель «Новая роза»            | New Rose Hotel                            | жена Хироси                    |
| 1998      | ф   | Знаменитость                  | Celebrity                                 | Вики                           |
| 1998      | ф   | Я — Элвис, ты — Мэрилин       | Finding Graceland                         | Беатрис Груман                 |
| 1998      | кор | —                             | Bleach                                    | Гвен                           |
| 1999      | ф   | Тринадцатый этаж              | The Thirteenth Floor                      | Джейн Фуллер / Наташа Молинаро |
| 1999      | ф   | Колыбель будет качаться       | Cradle Will Rock                          | Мэрион Дэвис                   |
| 1999      | ф   | Сладкий и гадкий              | Sweet and Lowdown                         | Элли                           |
| 1999      | ф   | Навеки моя                    | Forever Mine                              | Элла Брайс                     |
| 1999      | ф   | Подглядывающий                | Just Looking                              | Хеди Колетти                   |
| 2000      | тф  | Пикник                        | Picnic                                    | Мэдж Оуэнс                     |
| 2000      | ф   | Влечение                      | Attraction                                | Лиз                            |
| 2000      | ф   | Убрать Картера                | Get Carter                                | Одри                           |
| 2000      | кор | —                             | Zoe Loses It                              | Эмбер                          |
| 2002      | тф  | Великолепные Эмберсоны        | The Magnificent Ambersons                 | Люси Морган                    |
| 2002      | с   | Женский клуб                  | Girls Club                                | Линн Камден                    |
| 2002      | кор | Освежись!                     | Freshening Up                             | Джанель                        |
| 2003      | ф   | Форма вещей                   | The Shape of Things                       | Дженни                         |
| 2004      | кор | —                             | Heavy Put-Away                            | Мэри                           |
| 2005      | ф   | Непристойная Бэтти Пейдж      | The Notorious Bettie Page                 | Бэтти Пейдж                    |
| 2006      | ф   | Пуччини для начинающих        | Puccini for Beginners                     | Грейс                          |
| 2007      | ф   | Десять заповедей              | The Ten                                   | Глория Дженнингс               |
| 2007      | тф  | Долина света                  | The Valley of Light                       | Элеанор                        |
| 2007      | ф   | Жизнь как катастрофа          | Trainwreck: My Life as an Idiot           | Линн                           |
| 2007      | ф   | Поезд на Юму                  | 3:10 to Yuma                              | Элис Эванс                     |
| 2008      | тф  | Дочь хранителя тайны          | The Memory Keeper’s Daughter              | Нора Генри                     |
| 2008      | ф   | Американская интрижка         | An American Affair                        | Кэтрин Касвелл                 |
| 2008      | ф   | Соперница                     | Tenure                                    | Элейн Грассо                   |
| 2008—2009 | с   | Жизнь на Марсе                | Life on Mars                              | Энни Норрис                    |
| 2010—2014 | с   | Подпольная империя            | Boardwalk Empire                          | Джиллиан Дармоди               |
| 2014      | ф   | Детка                         | Laggies                                   | Бетани                         |
| 2015      | ф   | Правдивая история             | True Story                                | Карен Ханнен                   |
| 2015      | ф   | Анестезия                     | Anesthesia                                | Сара                           |
| 2015      | с   | Моцарт в джунглях             | Mozart in the Jungle                      | Нина Робертсон                 |
| 2016      | ф   | Манчестер у моря              | Manchester by the Sea                     | Элис Чендлер                   |
| 2016      | ф   | Охотник с Уолл-стрит          | The Headhunter’s Calling                  | Элис Дженсен                   |
| 2016      | с   | Шанс                          | Chance                                    | Жаклин Блэкстоун               |
| 2018      | с   | Семь секунд                   | Seven Seconds                             | Сэм Хеннесси                   |
| 2018      | с   | Йеллоустоун                   | Yellowstone                               | Эвелин Даттон                  |
| 2018      | с   | Летящие сквозь ночь           | Nightflyers                               | доктор Агата Мэтисон           |
| 2019      | ф   | —                             | Sequestrada                               | н/д                            |
| 2020—2020 | с   | Сумеречная зона               | The Twilight Zone                         | Дженет Уоррен                  |
| 2022—2022 | с   | Американский жиголо           | American Gigolo                           | Мишель                         |
| 2022      | ф   | Пальмы и линии электропередач | Palm Trees and Power Lines                | Сандра                         |